# Blayney
Blayney is een plaats in de Australische deelstaat New South Wales en telt 2608 inwoners (2001).